# 拉氏大眼蟹
拉氏大眼蟹（学名：Macrophthalmus latreillei）为沙蟹科大眼蟹属的动物。分布于日本、澳大利亚、新喀里多尼亚、菲律宾、马来亚、泰国湾、印度、马达加斯加、南非以及中国大陆的广东等地，主要生活于海水。